# Acacia veracruzensis
Acacia veracruzensis é uma espécie de leguminosa do gênero Acacia, pertencente à família Fabaceae.